# Schahrud
Schahrud (persisch شاهرود, DMG Šāhrūd, auch Shāhrūd, Shahrood, Shahroud, früher Emāmshahr) ist die größte Stadt der iranischen Provinz Semnan. Sie ist Hauptort des gleichnamigen Bezirkes. Bei dem iranischen Zensus 2006 lebten 126.916 Menschen in der Stadt (35.548 Familien). In der Nähe von Schahrud befindet sich ein Startplatz der Iranischen Revolutionsgarde für die Erprobung militärischer Raketen vom Typ Shahab 3.

## Geographie
Die Stadt liegt etwa 410 Kilometer östlich von Teheran. Das moderne Schahrud ist mit dem historischen Stadtkern von Bistam (heute: Bastam) zusammengewachsen, welches einige Kilometer nördlich des Stadtzentrums in den Hügeln liegt.
Nördlich der Stadt befinden sich das Elbursgebirge, im Süden die Große Salzwüste (Dascht-e Kawir). Der die Stadt querende Fluss Tasch endet in der Wüste.
Schahrud befindet sich in dem Dāmghān-Talkessel, einer Unterzone der Kawirsenke in der auch die Große Salzwüste liegt.
Das Klima ist kontinental und der Höhe entsprechend.

## Geschichte
2006 wurden Spuren prähistorischer Siedlungen (ca. 8000 Jahre alt) in Schahrud gefunden, wobei neben anderem Öfen und Rest von Werkzeugherstellung zum Vorschein kamen. Schahrud war eher ein Dorf vor der Herrschaft des Fath Ali Schah aus der Kadscharen-Dynastie, welches aus zwei alten Burgen und einer kleinen Landwirtschaft namens Schabdari bestand. Die umliegenden Gebiete wie Biarjomand, Miami und Bastam habe eine separate Geschichte.
Die Altstadt von Bastam befindet sich 6 Kilometer nördlich von Schahrud. Deren vorislamischen Geschichte ist nicht vollständig geklärt. Man geht davon aus, dass diese Stadt unter der Herrschaft von Schapur II. (310–379) errichtet wurde. Während der Ära der Abbasiden war Bastam nach Dāmghān die zweitgrößte Stadt der Provinz Qomis.
Bastam gilt als Geburtsort von Bayazid Bistami (* 803 n. Chr.), dem späteren persischen islamischen Mystiker des Sufismus.
Die Stadt wurde von Nāsir-i Chusrau besucht, dem namhaften persischen Poeten des 12. Jahrhunderts. Dieser beschrieb sie als Zentrum Provinz Qomis. Die Bedeutung von Bastam jedoch nahm während der mongolischen Attacken ab, so dass Schahrud deren Stelle einnahm.

## Verkehr
Schahrud liegt an der Seidenstraße und bildet etwa die Streckenhälfte zwischen der Hauptstadt und Maschhad. In Schahrud beginnt die Straße in das nördlich des Elburs-Gebirge gelegene Gorgan. Die Stadt liegt auch an der Bahnstrecke Garmsar–Maschhad, der direkten Eisenbahnverbindung von Teheran nach Maschhad. Vom Flughafen Schahrud, der östlich der Stadt liegt, werden Flugverbindungen in andere iranische Städte sowie in den Irak angeboten.

## Sehenswürdigkeiten
Die interessantesten historischen Stätten in Schahrud und Umgebung sind:
- Seldschuken-Moschee in Bastam, erbaut 1120 n. Chr.
- Das Dorf Kharaqan, etwa 12 km von Bastam entfernt, berühmt im 14./15. Jahrhundert. Grabstätte von Abul-Hassan Kharaqani, einer der berühmtesten Arefs (Mystiker) der Sufis im 12. Jahrhundert. Das steinerne Gebäude mit Kuppel stammt aus dem 12. Jahrhundert.
- Ruinen der Burg Byar, im Südosten von Bastam und am Rande der Wüste von Byarjomand gelegen, umfasst eine alte Moschee und einen Burgwall mit drei Toren.
- Moschee-Ruinen von Farumad, etwa 165 km nordöstlich gelegen, bedeutendes Baudenkmal aus dem 13. Jahrhundert. Farumad und Umgebung waren Zentrum der Sarbedarischen Bewegung in der späten Ilchan-Periode.
- Museum von Schahrud, stammt aus der Kadscharen- und frühen Pahlavi-Periode, gehörte früher der Stadtgemeinde, befindet sich im Stadtzentrum, zweistöckiges Ziegelgebäude,

## Bildung
Folgende Hochschulen existieren in Schahrud:
- Islamische Assad-Universität von Schahrud
- Medizinische Universität Schahrud
- Technische Universität Schahrud

## Persönlichkeiten (Auswahl)
- Kourosh Yaghmaei (* 1946), Pop- und Rockmusiker